# Der fantastische Yellow Yeti
Der fantastische Yellow Yeti ist eine animierte Fernsehserie, die von Zodiak Kids Studios und Gigglebug Entertainment unter Beteiligung von The Walt Disney Company EMEA produziert wird.

## Inhalt
Der 12-jährige Surfer-Junge Osmo ist gezwungen, sein altes Leben hinter sich zu lassen und mit seinem Vater von einer tropischen Insel nach Winterton zu ziehen, einem fiktiven Dorf nördlich des Polarkreises, in dem es das ganze Jahr über schneit. Osmo und seine Cousine Rita Chrome treffen auf einen gelben Yeti namens Gustav und freunden sich mit ihm an. Winterton hat allerdings strenge Regeln, unter anderem sind Monster dort verboten. Rita und Osmo lassen ihren neuen Freund Gustav also heimlich im Rote-Beete-Keller der Chromes wohnen. Der gelbe Yeti schlüpft von einer Verkleidung in die andere, um unauffällig in Winterton leben zu können. Doch den Augen des Bürgermeisters entgeht nichts.

## Produktion und Veröffentlichung
Die Serie wurde von Anttu Harlin und Joonas Utti geschaffen und feierte am 14. Mai 2022 auf dem Disney Channel in Frankreich Premiere.
Die Serie wurde später in Finnland auf Yle Areena im Juli 2022 ausgestrahlt und soll in Großbritannien auf Disney+ ausgestrahlt werden. In Zentraleuropa, Frankreich, den Benelux-Staaten und in Rest von Europa wird die Serie auf Disney Channel gezeigt. In Italien kann man die Serie auf DeA Kids und Disney+ schauen. In Deutschland wurde die Serie erstmals am 16. Januar 2023 auf dem Disney Channel ausgestrahlt, wurde jedoch Ende Februar 2024 eingestellt. 

## Synchronisation
Die Synchronisation entstand bei der Iyuno-SDI Group Germany GmbH, München. Dialogbuch und Dialogregie übernahm Marie-Jeanne Widera.
| Rolle                | Original-Sprecher    | Deutsche Sprecher       |
| -------------------- | -------------------- | ----------------------- |
| Gustav               | Trevor Dion Nicholas | Stefan Günther          |
| Osmo                 | Rasmus Hardiker      | Tobias John von Freyend |
| Rita Chrome          | Amy-Leigh Hickman    | Leslie-Vanessa Lill     |
| Bürgermeister Chrome | Paul Tylak           | Gudo Hoegel             |
| Lydia Chrome         | Harriet Carmichael   | Carolin Hartmann        |
| Ned                  | Christopher Ragland  | Gerd Meyer              |